# Lapa (Aufenthaltsplatz)

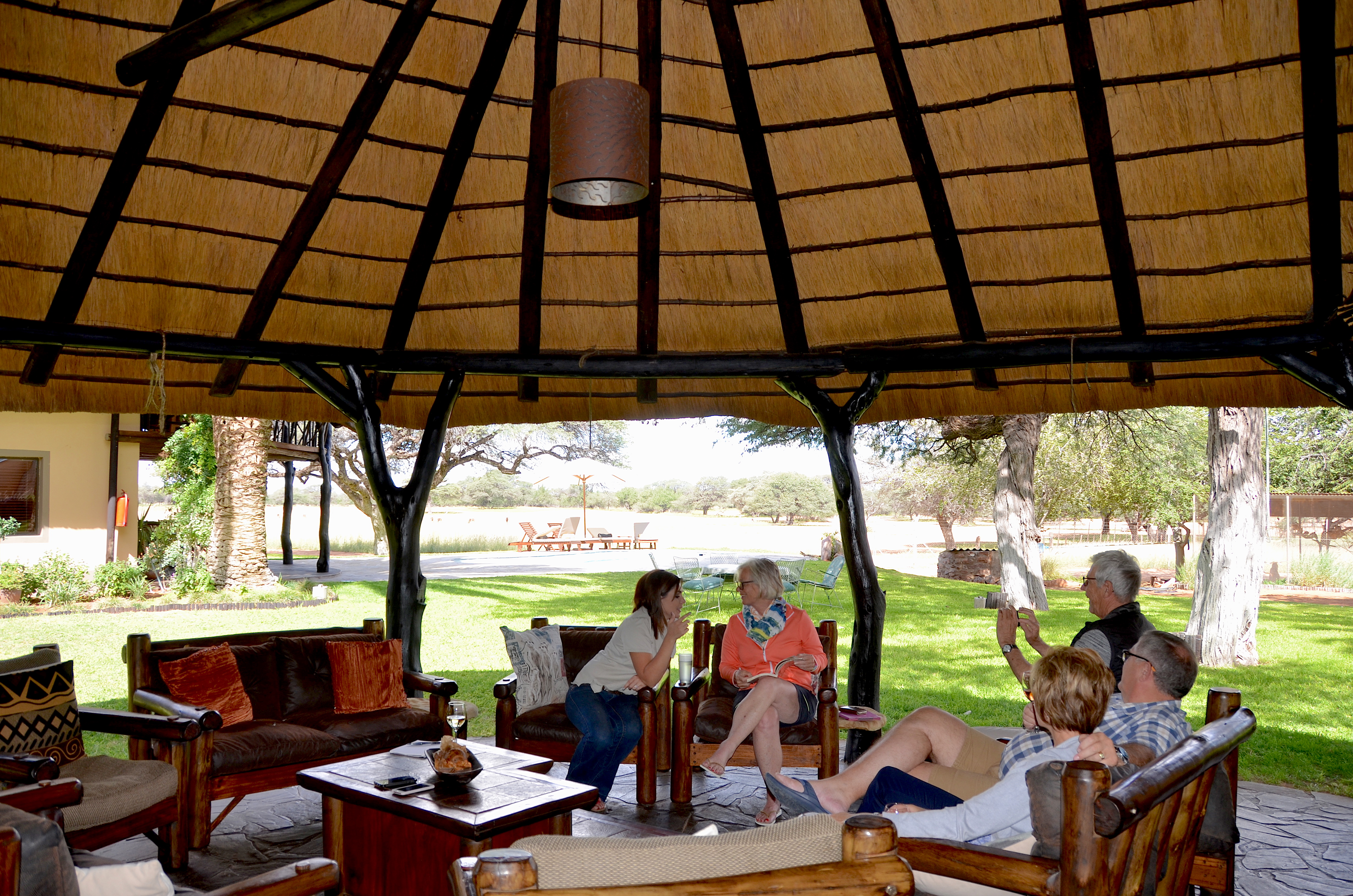
Lapa von innen auf einer Gästefarm in Namibia

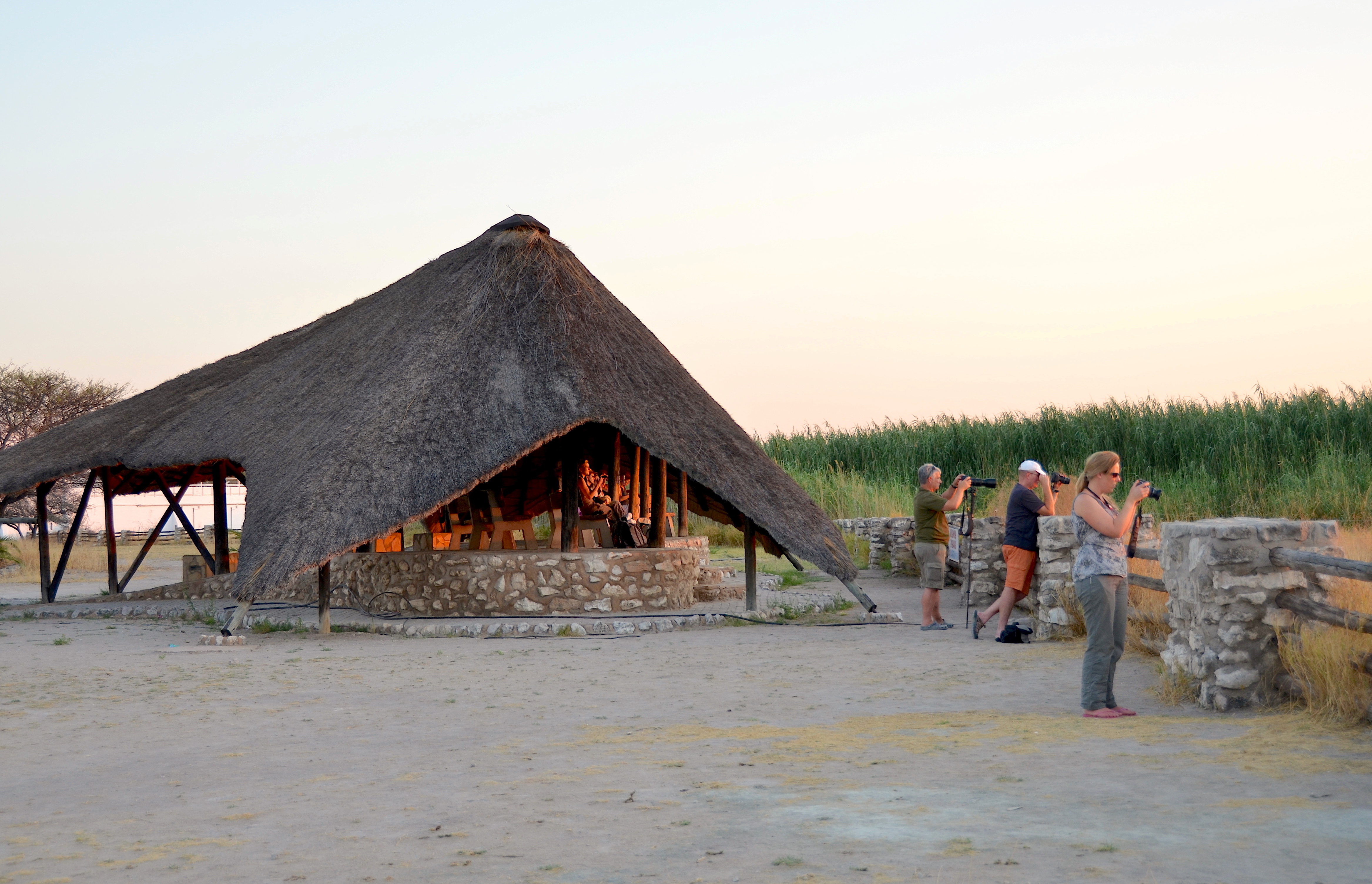
Lapa zur Wildbeobachtung in Namibia

Eine Lapa ist eine Holz-Konstruktion, die im südlichen Afrika verbreitet ist. Sie besteht aus einem Reetdach, das auf Holzpfosten getragen wird. In der Regel haben Lapas einen offenen oder halboffenen Bereich.
Ähnlich dem Pavillon wird eine Lapa zu verschiedenen Zwecken genutzt. Im südlichen Afrika dient sie hauptsächlich der Tier- oder Landschaftsbeobachtung, wie auch zu gesellschaftlichen Zwecken; zum Beispiel für Braai-Abende auf Farmen.